# レーティッシュ鉄道ABe4/16 3101-3105形電車
レーティッシュ鉄道ABe4/16 3101-3105形電車（レーティッシュてつどうABe4/16 3101-3105がたでんしゃ）は、スイス最大手私鉄であるレーティッシュ鉄道、本線クール近郊区間で使用される平坦線用電車である。愛称は本形式のベースとなったABe8/12 と同様、「アレグラ」。
レーティッシュ鉄道内ではABe8/12 をALLEGRA-Zweispannungstriebzüge (ZTZ)、本形式をALLEGRA-Stammnetztriebzüge (STZ)として区分している。

## 概要
原形車のABe8/12 3501-3515形との相違点を中心に、簡潔に記述する。その他の詳細については同形式の項を参照のこと。
スイスの鉄道では、1990年代以降、低床式の客車や電車の導入により、バリアフリー化が推進されており、レーティッシュ鉄道においても2007年、サービス向上と運行の効率化を図るべく、4ステップからなる長期更新計画が以下の通り策定された。
| ステップ    | 機種       | 導入数    | 予定運行区間                                                | 予算額                  | 備考                          |
| ----------- | ---------- | --------- | ----------------------------------------------------------- | ----------------------- | ----------------------------- |
| 第1ステップ | 交直流電車 | 3両15編成 | ベルニナ線、クール・アローザ線、ラントクアルト - ダヴォス間 | 約150百万スイス・フラン | 2010年運行開始予定            |
| 第2ステップ | 交流電車   | 4両5編成  | クール近郊区間                                              | 約50百万スイス・フラン  | 2007年末までに最終決定        |
| 第3ステップ | 客車       | 5両7編成  | クール - サンモリッツ間                                     | 約80百万スイス・フラン  | 2008-09年に導入の最終意思決定 |
| 第4ステップ | 交流電車   | 5両10編成 | ディセンティス/ミュスター - シュクオール・タラスプ間        | -                       | 導入については後日決定        |

1. ↑  原型車、ABe8/12を示す。2010年5月から運行開始。シュタッドラー・レール製
2. ↑  ABi_5701-5706形として当初予定の5両編成から展望車・制御車付の7両編成とした6編成が2016年より順次運行開始。シュタッドラー・レール製
3. ↑  エンガディン線用の機体も含めたABe4/16 3111-3146形4両36編成を2019年以降に導入することを2015年に決定

本形式はこの計画の第2ステップ用の機材として導入された。ベースとなったABe8/12 3501-3515形 は本線・ベルニナ線乗り入れに対応するため複電圧対応で、機関車代用として運行されるため大出力となっているが、本形式は本線の平坦線区間にのみ使用されるため交流専用となっており、編成出力も半減している。一方、中間付属車が増車されたことにより、2等座席数が76から156へと、収容力を大きく高めている。（1等座席数は24で変わらず）また、MT比は低下しているが、重量のかさむ電装品も半減しているので、空車重量は逆に106tから105tへと軽量になっている。

### 編成
各機体の編成番号、試運転日、機体名（グラウビュンデン州に縁のある人名）は以下の通り
- ABe4/16 3101 - 2011年11月 - Meta von Salis(ドイツ語)[注釈 3]
- ABe4/16 3102 - 2013年5月 - Richard La Nicca(ドイツ語)[注釈 4]
- ABe4/16 3103 - 2012年2月 - Hortensia von Gugelberg（ドイツ語）[注釈 5]
- ABe4/16 3104 - 2012年1月 - Achilles Schucan[注釈 6]
- ABe4/16 3105 - 2012年12月- Angelika Kauffmann(日本語)[注釈 7]

### 導入時のトラブル
クール地方の地元紙、Südostschweiz は2012年11月、レーティッシュ鉄道の新型車導入計画が大きく遅延していると報じた。記事の内容をおおまかにまとめると、
さらに半年後、2013年5月、同紙は続報にて新車がいまだライヒェナウ駅で留置されたままであること、試運転の段階で機器調整がうまくいかず、部品を修理しなければならなかった（weitere technische Komponenten nachgebessert werden mussten）こと、夏になっても恐らく承認は下りないだろうという観測を出している。(be,tk 2013)

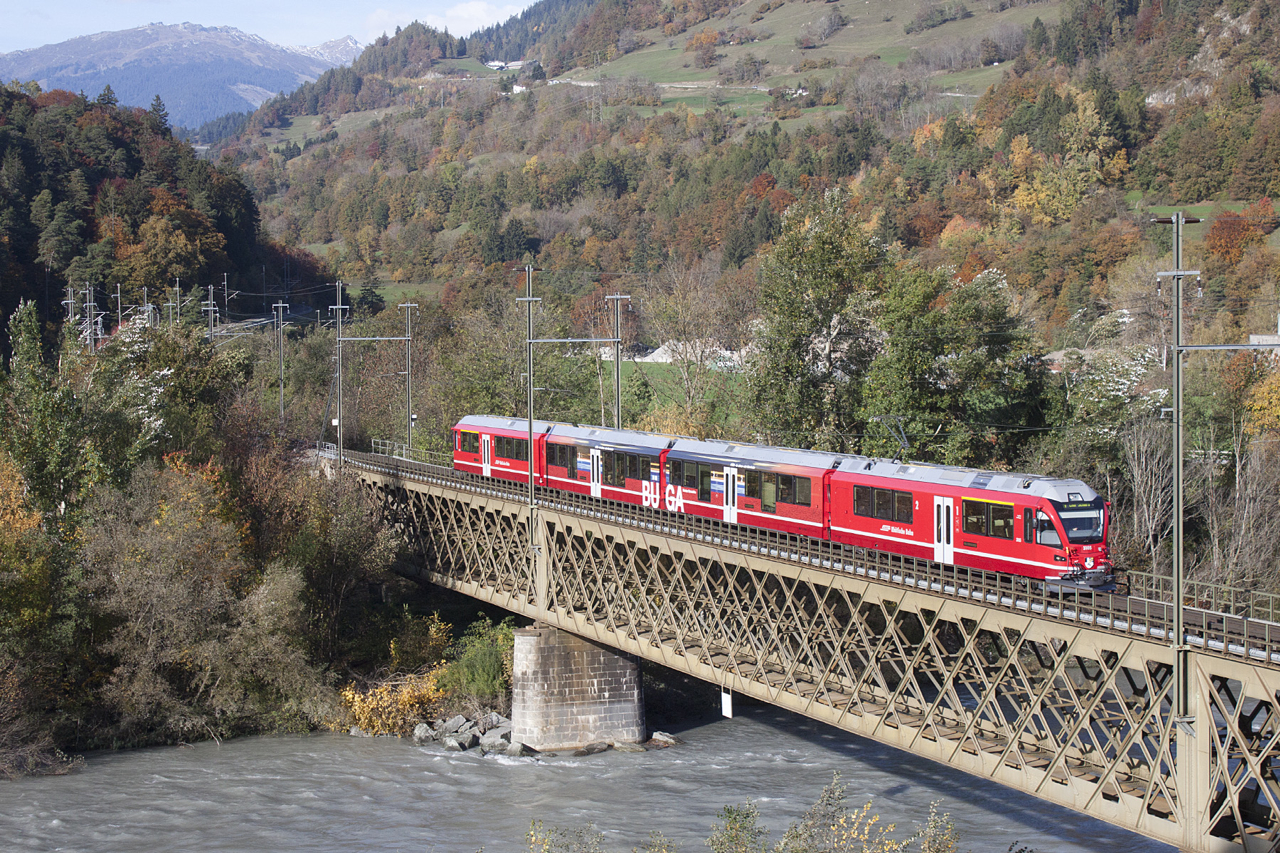
ヒンタールハイン川を渡る3102編成（画像の説明に基く）